# Flughafen Groningen

i8
i11
i13
Der Flughafen Groningen Eelde (eigentlich Groningen Airport Eelde, IATA-Code: GRQ, ICAO-Code: EHGG) ist ein internationaler Verkehrsflughafen nahe der niederländischen Stadt Groningen auf dem Gebiet des Ortes Eelde (Provinz Drenthe).
Die Provinzen Drenthe und Groningen haben jeweils einen Anteil von 30 Prozent an der Flughafengesellschaft Groningen Airport Eelde NV, während die Gemeinde Tynaarlo einen Anteil von 14 Prozent hält. Die restlichen 26 Prozent hält die Beteiligungsgesellschaft FB Oranjewoud Participaties B.V.

## Lage und Verkehrsanbindung
Der Flughafen Groningen Eelde liegt zehn Kilometer südlich des Stadtzentrums von Groningen. Der Flughafen liegt in der Nähe der Ausfahrt Nr. 37 des Rijksweg 28, welcher dort ebenfalls Teil der Europastraße 232 ist. Der Flughafen wird von der Buslinie Nr. 9 mit Groningen verbunden.

## Geschichte
1920 wurde der Flugdienst zwischen Groningen und Amsterdam aufgenommen. 1931 wurde der Flugplatz am jetzigen Standort eröffnet. Am 22. August 1939 übernahmen die niederländischen Luftstreitkräfte den Flughafen. Nach dem Überfall und der anschließenden Besetzung der Niederlande im Jahr 1940 wurde der Flughafen von der Luftwaffe der Wehrmacht genutzt. Nach dem Abzug der Wehrmacht übernahmen die kanadischen Streitkräfte den Flughafen. 
1946 wurde der Flughafen wieder in zivile Verwaltung übergeben und wieder repariert. 1953 wurden zwei neue Start- und Landebahnen fertiggestellt. Eine Start- und Landebahn hatte eine Länge von 1800 Metern, während die Querwindbahn eine Länge von 1500 Metern hatte. 1977 wurde ein neues Passagierterminal in Betrieb eröffnet. Am 21. Juni 1991 kaufte KLM Royal Dutch Airlines eine Flugschule am Flughafen Groningen, seitdem ist die eigene Flugschule KLM Flight Academy an dem Flughafen ansässig. Am 24. April 2013 wurde eine Verlängerung der Start- und Landebahn 05/23 um 700 Meter abgeschlossen. 2020 wurde ein Solarpark zwischen den Rollbahnen und der Start- und Landebahnen des Flughafens in Betrieb genommen.

## Fluggesellschaften und Ziele
Der Flughafen Groningen Eelde wird regelmäßig von den Fluggesellschaften Blue Islands, Corendon Airlines/Corendon Dutch Airlines und TUI Airlines Nederland genutzt. Es werden vor allem Flüge in den Mittelmeerraum angeboten.

## Verkehrszahlen
| Jahr | Passagiere | Flugbewegungen | Luftfracht (t) |
| ---- | ---------- | -------------- | -------------- |
| 2023 | 108.535    | 60.539         | 0              |
| 2022 | 87.205     | 64.721         | 0              |
| 2021 | 27.260     | 57.000         | 0              |
| 2020 | 17.528     | 39.384         | 0              |
| 2019 | 176.022    | 31.917         | 0              |
| 2018 | 228.698    | 31.413         | 0              |
| 2017 | 201.786    | 27.005         | 0              |
| 2016 | 152.451    | 24.746         | 0              |
| 2015 | 180.879    | 23.456         | 0              |
| 2014 | 169.369    | 38.949         | 0              |
| 2013 | 176.212    | 43.833         | 0              |
| 2012 | 180.812    | 46.473         | 1              |
| 2011 | 114.327    | 52.786         | 0              |
| 2010 | 122.659    | 63.866         | 0              |
| 2009 | 136.044    | 65.617         | 0              |
| 2008 | 148.949    | 61.322         | 0              |
| 2007 | 135.726    | 56.438         | 2              |
| 2006 | 129.012    | 54.843         | 16             |
| 2005 | 122.794    | 44.925         | 0              |
| 2004 | 119.218    | 43.146         | 0              |
| 2003 | 137.607    | 54.890         | 0              |
| 2002 | 107.466    | 67.783         | 0              |
| 2001 | 94.220     | 61.324         | 0              |
| 2000 | 78.266     | 69.054         | 0              |
| 1999 | 90.168     | 81.879         | 0              |
| 1998 | 114.160    | 88.980         | 0              |
| 1997 | 83.151     | 85.589         | 0              |